# Unità riscaldante a radioisotopi

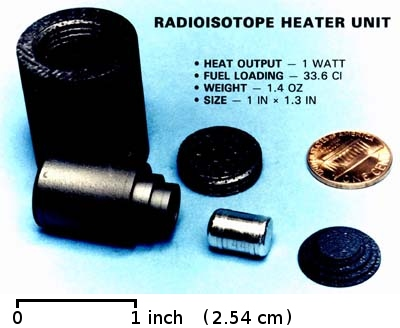
I componenti di un RHU, comparati con un monetina da 10 cent (sulla destra al centro dell'immagine).

Un'unità riscaldante a radioisotopi, o RHU (dall'inglese Radioisotope heater unit) è un piccolo dispositivo che fornisce calore attraverso il decadimento radioattivo. Sono simili a minuscoli generatori termoelettrici a radioisotopi (RTG) e normalmente forniscono circa un watt di calore ciascuno, derivato dal decadimento di pochi grammi di plutonio-238, sebbene possano essere utilizzati altri isotopi radioattivi. Il calore prodotto da queste RHU viene emesso continuamente per diversi decenni e, teoricamente, fino a un secolo o più.

## Uso aerospaziale
La maggior parte delle sonde di superficie lunari e marziane utilizzano RHU per generare calore, comprese molte sonde che utilizzano pannelli solari anziché RTG per generare elettricità. Gli esempi includono il sismometro posizionato sulla Luna dall'Apollo 11 nel 1969, che conteneva 34 grammi di plutonio-238, così come Mars Pathfinder e i rover per l'esplorazione di Marte Spirit e Opportunity. Le RHU sono particolarmente utili sulla Luna a causa della sua lunga e fredda notte della durata di due settimane.
Praticamente ogni missione nello spazio profondo oltre Marte utilizza sia RHU che RTG. L'irraggiamento solare diminuisce con il quadrato della distanza dal Sole, quindi è necessario ulteriore calore per mantenere i componenti del veicolo spaziale alla temperatura operativa nominale. Parte di questo calore viene prodotto elettricamente perché è più facile da controllare, ma i riscaldatori elettrici sono molto meno efficienti di un RHU perché gli RTG convertono solo una piccola percentuale del loro calore in elettricità e respingono il resto nello spazio.
La navicella spaziale Cassini-Huygens inviata su Saturno conteneva ottantadue di queste unità (oltre a tre RTG principali per la generazione di energia). La sonda Huygens associata che è atterrata su Titano ne conteneva trentacinque.

## Comparazione tra RTG e RHU
Sia le RHU che i generatori termoelettrici a radioisotopi (RTG) utilizzano il calore di decadimento di un isotopo radioattivo tuttavia le RHU sono generalmente molto più piccole a causa dell'omissione delle termocoppie e dei dissipatori di calore o radiatori necessari per generare elettricità dal calore. Sia le RHU che gli RTG sono dotati di involucri robusti e resistenti al calore per contenere in sicurezza il radioisotopo in caso di guasto del veicolo al lancio o al rientro. La massa totale di un singolo RHU da un watt (inclusa la schermatura) è di circa 40 grammi. Uno schema simile a questo è usato anche nel convertitore termoionico.